# Göran Widenfelt
Göran Fredrik Widenfelt, född 13 augusti 1928 i Göteborg, död 9 mars 1985 i Gävle, var en svensk civilekonom, bankdirektör och friidrottare (mångkamp). Han tävlade för klubben Örgryte IS och vann SM i tiokamp åren 1950 och 1952.

## Personliga rekord
- Tiokamp: 6734 poäng[6] (Göteborg 29 juni 1952). Serie[7]: 11.2 s, 6.82 m 12.47 m, 195 cm, 51.5 s, 15.8 s, 38.97 m, 3.20 m, 49.62 m, 4:38.6 min[8]